# Shenseea
Shenseea, eigentlich Chinsea Linda Lee, (geboren am 1. Oktober 1996 in Mandeville, Jamaika) ist eine jamaikanische Reggae-, Dancehall- und Rap-Musikerin. Besondere Bekanntheit erlangte sie für ihren Gastauftritt an der Seite von Roddy Ricch in Kanye Wests Song Pure Souls aus dem Jahr 2021, der in die Billboard Hot 100 aufgenommen wurde. Als Mitwirkende des Albums Donda wurde sie bei den Grammy Awards 2022 für das Album des Jahres nominiert. Sie unterschrieb einen Plattenvertrag bei Interscope Records und veröffentlichte ihr Debütalbum Alpha im Jahr 2022, das auf Platz zwei der Top Reggae Albums Charts und auf Platz drei der Heatseekers Charts landete. Ihr zweites Album Never Gets Late Here 2024 erreichte Platz vier der Charts. Sie wurde unter anderem mit einem NAACP Image Award und einem MOBO Award ausgezeichnet. Für ihr Album Never Gets Late Here wurde sie für die Grammy Awards 2025 für das beste Reggae-Album nominiert.

## Biografie
Shenseea wurde in Mandeville in Jamaika als Tochter einer jamaikanischen Mutter und eines koreanischen Vaters geboren, den sie nie kennengelernt hatte. Sie wuchs bei ihrer Mutter und ihrer Tante in Kingston auf und machte ihren Abschluss an der Mona High School. Danach besuchte sie das Excelsior Community College (Exed) in Kingston, wo sie Unterhaltungsmanagement studierte, bevor sie ihr Studium als alleinerziehende Mutter eines Sohnes aufgrund finanzieller Schwierigkeiten abbrach. Sie wollte schon in jungen Jahren Sängerin werden und bereits als Teenager veröffentlichte sie erste Songs, darunter 2013 Tell Me mit Jahmiel.
Nachdem sie einige Jahre als unabhängige Künstlerin mit dem jamaikanischen Label Romeich Entertainment verbracht und dort ihre Debüt-Single Jiggle, Jiggle veröffentlicht hatte, wurde Shenseea von dem Musiklabel Rockstar unter Vertrag genommen. Erste Bekanntheit erlangte sie, nachdem sie den bekannten Song Loodi von Vybz Kartel remixte und 2015 auf einer Nebenbühne beim Reggae Sumfest auftrat. Im Jahr 2017 trat sie auf der Hauptbühne des Reggae Sumfestes auf. 2016 gewann sie für Loodi den Preis „Young Hot and Hype Artist“ bei den Youth View Awards; Break Out Celebrity of 2016 und Collaboration of The Year. Zusätzlich zur Dancehall-Musik trainierte sie sich im Freestylen als Rapperin und arbeitete mit Sean Paul für die Single Rolling und seiner Europatournee 2017 zusammen. 2018 war sie zusammen mit Keida in dem Song Right Moves auf dem Album Liberation von Christina Aguilera zu hören.
Im Jahr 2019 unterschrieb sie einen Plattenvertrag bei Interscope Records und veröffentlichte den Hip-Hop/Dancehall-Song Blessed mit dem amerikanischen Rapper Tyga. Im Januar 2020 arbeitete sie mit dem jamaikanischen Plattenproduzenten Rvssian an einer Single mit dem Titel IDKW, an der auch die amerikanischen Rapper Swae Lee und Young Thug mitwirkten. Im selben Jahr unterstützte Shenseea auf dem Album Studying Abroad von Masego und auf Music Is the Weapon von Major Lazer. In Zusammenarbeit mit Tarrus Riley und Rvssian erschien 2020 die Lighter und wurde ein Erfolg in ihrem Heimatland Jamaika und dem Rest der Karibik, nachdem sie durch eine von Shenseea gestartete Gesangs-Challenge zu einem viralen Hit wurde. Im Jahr 2021 unterzeichnete Shenseea einen Managervertrag mit Wassim 'Sal' Slaiby, arbeitete mit Kanye West an dessen Album Donda zusammen und wirkte bei den Songs Pure Souls mit Roddy Ricch und Ok Ok pt 2 mit Rooga mit. Für ihre Mitarbeit an Wests Album erhielt Shenseea bei den Grammy Awards 2022 eine Nominierung für das Album des Jahres als Featured Artist und damit ihre erste Grammy-Nominierung. Bei den MOBO Awards 2021 wurde sie als „Best Reggae Act“ ausgezeichnet.
2022 ging Shenseeas Song Pon Mi aus dem Jahr 2018 auf der Video-Sharing-Plattform TikTok viral und sie wurde für einen MTV Music Video Award nominiert, bei den MTV Video Music Awards 2023 im folgenden Jahr hatte sie einen Auftritt. Im gleichen Jahr veröffentlichte sie ihr erstes Album Alpha, auf dem sie auch mit Megan Thee Stallion zusammenarbeitete; das Album erreichte Platz zwei in den Billboard Reggae Charts. Im April 2023 trat sie beim 22. Coachella Valley Music and Arts Festival auf und tourte mit Sean Paul und Myke Towers. Im selben Jahr erhielt sie einen NAACP Image Award for Outstanding International Song für ihre Arbeit an dem Song Diana von Fireboy DML. Ende 2023 arbeitete Shenseea an ihrem Song Waistline und veröffentlichte am 26. Januar 2024 Hit and Run mit Masicka und Di Genius. Zudem erschien dieser Song 2024 auf ihrem zweiten Album Never Get Late Here. Für die Grammy Awards 2025 ist sie mit diesem Album Anwärterin für die Kategorie Best Reggae Album.

## Diskografie
Alben
- 2022: Alpha (Rich Immigrants, Interscope)
- 2024: Never Gets Late Here (Rich Immigrants, Interscope)

Singles
- 2016: Jiggle Jiggle
- 2017: Reverse
- 2017: Loodi (mit Vybz Kartel)
- 2017: Happy Juk
- 2017: Rude Gyal
- 2017: Chatterbox
- 2018: Solo
- 2018: Body Good
- 2018: Pon Mi (mit Dunw3ll)
- 2018: Shen Yeng Anthem
- 2018: Hard Drive (mit Konshens und Rvssian)
- 2019: Sinners Prayer
- 2019: Replaceable
- 2019: Undo (mit Naughty Boy und Calum Scott)
- 2019: Foreplay
- 2019: Blessed (mit Tyga)
- 2020: IDKW (mit Rvssian, Swae Lee und Young Thug)
- 2020: Potential Man
- 2020: Wasabi
- 2020: Sure Sure
- 2020: Bad Alone
- 2021: Run Run
- 2021: Be Good
- 2022: Dolly
- 2022: Lick (mit Megan Thee Stallion)
- 2022: R U That (featuring 21 Savage)
- 2022: Deserve It
- 2022: Rain (mit Skillibeng)
- 2022: Obsessed (mit Calvin Harris und Charlie Puth)
- 2023: Curious
- 2023: Talk Truth
- 2023: My Bad (mit The Chainsmokers)
- 2023: Waistline
- 2023: Beama (featuring Lola Brooke)
- 2024: Hit & Run (Solo und featuring Masicka and Di Genius)
- 2024: Die for You
- 2024: Neva Neva
- 2024: Flava (mit Coi Leray)
- 2024: Work Me Out (mit Wizkid)
- 2024: Dating Szn

Gastbeiträge
- 2017: Pon U Ruff (Stony featuring Shenseea)
- 2017: Baddish (Nailah Blackman featuring Shenseea)
- 2017: Rolling (Sean Paul featuring Shenseea)
- 2017: Parking Spot (Cadenza featuring Shenseea and Yxng Bane)
- 2017: Bridgets & Desert (Tommy Lee Sparta featuring Shenseea)
- 2018: Belong with Me (Gold Up featuring Shenseea)
- 2018: Rude Girl Ride (Howard D and ZJ Dymond featuring Shenseea)
- 2018: Right Moves (Christina Aguilera featuring Shenseea, Keida)
- 2018: We Ready (Champion Girl) (Nailah Blackman featuring Shenseea)
- 2019: Clout Chaser (Jin Gates featuring Shenseea)
- 2019: Island Ting (TheFreshMen featuring Shenseea)
- 2020: Silver Tongue Devil (Masego featuring Shenseea)
- 2020: Lighter (Tarrus Riley featuring Shenseea, Rvssian)
- 2021: No Limit (Moyann featuring Shenseea)
- 2022: Light My Fire (Sean Paul featuring Gwen Stefani and Shenseea)
- 2024: Honey Boy (Purple Disco Machine, Benjamin Ingrosso featuring Nile Rodgers and Shenseea)

## Belege
1. 1 2 3  
Stephanie Lyew: Shenseea bei reggaeville.com (englisch); abgerufen am 30. November 2024.
2. ↑  
Stephanie Lyew: STAR of the Month: Shenseea open to meeting her father, jamaica-star.com, 11. Juli 2018; abgerufen am 1. Dezember 2024.
3. ↑  
Kelsey Adams: The Alpha Sounds of Jamaican Artist, Shenseea bei ellecanada.com (englisch), 7. November 2022; abgerufen am 30. November 2024.
4. 1 2 3 4 5 6 7 8  Shenseea bei AllMusic (englisch); abgerufen am 30. November 2024.
5. 1 2 3  
Kelsey Adams: Shenseea collaborates with Megan Thee Stallion on new single bei jamaica-gleaner.com (englisch), 19. Januar 2022; abgerufen am 1. Dezember 2024.
6. 1 2  
Chinsea Lee auf grammy.com, abgerufen am 1. Dezember 2024.
7. ↑  
Claudine Baugh: Shenseea brings out Coi Leray, Tokischa during Coachella Performance bei dancehallmag.com (englisch), 17. April 2023; abgerufen am 1. Dezember 2024.
8. ↑  
Carly Thomas: Beyoncé, Rihanna Among Winners From Night One of NAACP Image Awards bei dancehallmag.com (englisch), 21. Februar 2023; abgerufen am 1. Dezember 2024.
9. ↑  Chartquellen: UK US Singles / Alben